# Monument au général Gérard
Le Monument au général Gérard est une stèle érigée sur le site de la bataille de Wavre et plus précisément au moulin de Bierges qui a été le lieu d'affrontements entre des troupes françaises dirigées par le général Étienne Maurice Gérard et des troupes prussiennes assurant l'arrière-garde du corps d'armée de Blücher le 18 juin 1815.

## Localisation
Le Monument au général Gérard se situe sur le territoire de Bierges, section de la commune belge de Wavre dans la province du Brabant wallon.
Il se dressait initialement le long du boulevard de l'Europe à côté du moulin de Bierges, à 500 m au nord-est du parc d'attractions Walibi mais il a été déplacé en 2013 à l'endroit où le général Gérard a été blessé, à l'angle de la rue de la Carrière et de la ruelle A l'Buse, au sud du moulin.

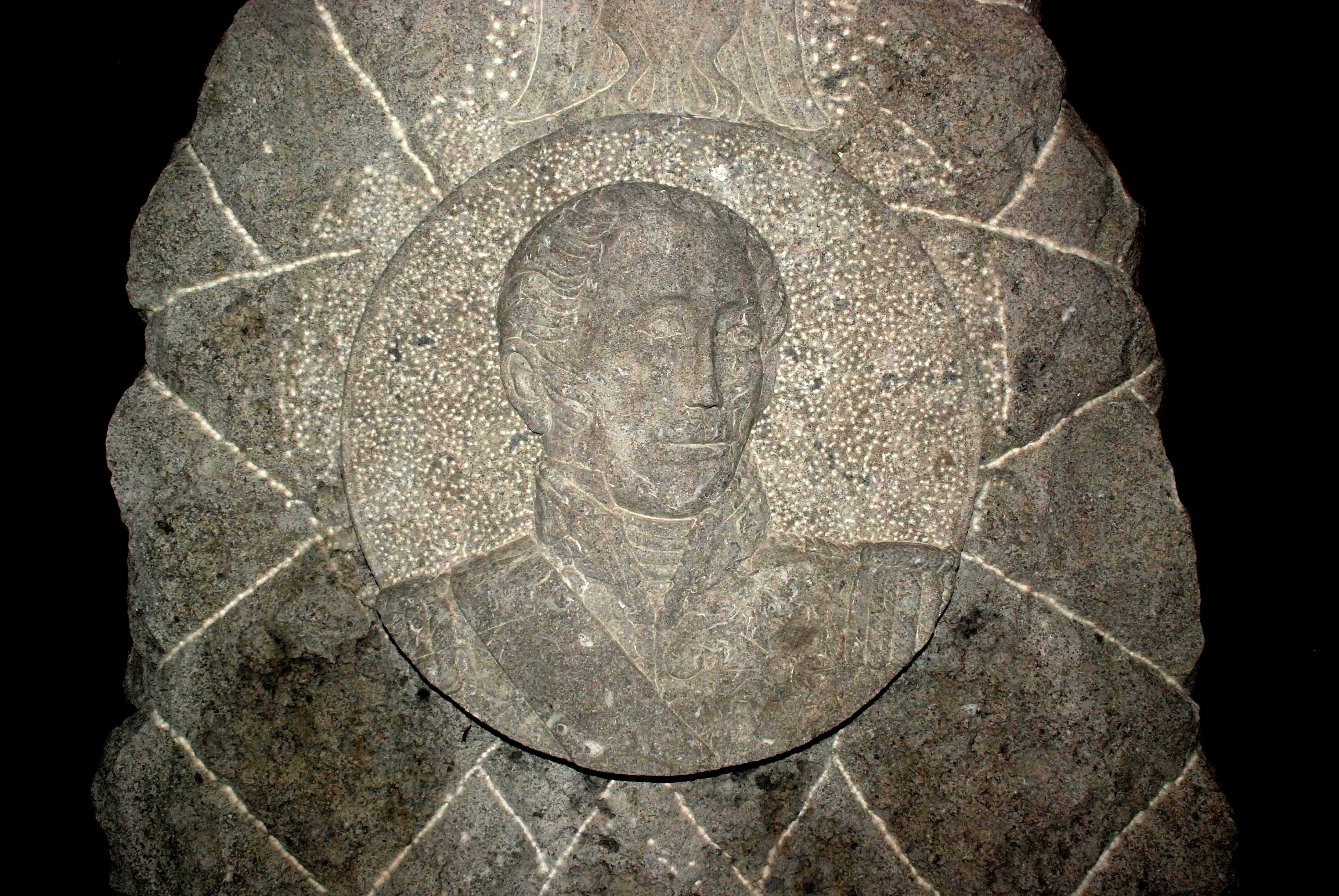
Médaillon.

## Historique
Le monument a été inauguré le 28 septembre 1958 par le Comité des Fêtes de Wavre pour honorer la mémoire du général Gérard qui fut grièvement blessé sur le site du moulin de Bierges.
Une balle de l'arrière-garde de Blücher lui traversa la poitrine au moment où, à la tête de l'infanterie, il menait une charge victorieuse au moulin de Bierges,.

## Description
Le monument est une stèle en pierre bleue d'environ 2 m de haut, reposant sur un socle fait du même matériau.
La face tournée vers le nord-ouest arbore un médaillon sculpté, également en pierre bleue, orné d'un portrait du général, surmonté d'un aigle.
Sous celui-ci, un hommage au général, peu lisible, est gravé dans la pierre :

« En Ces Lieux Fut Blessé

Le 18 juin 1815

Le Général Gérard

Héros de l'Empire et

Défenseur de Notre

Indépendance Nationale »

En bas à droite est gravée la mention « CFWW 1958 ».
La face arrière, tournée vers le moulin de Bierges, présente un aspect brut.